# Perturbação de stress pós-traumático pós-parto
A perturbação de stress pós-traumático pós-parto  ou transtorno de estresse pós-traumático pós-parto é uma perturbação psicológica que pode se desenvolver em mulheres que deram à luz recentemente. Os seus sintomas não são distintos das da perturbação de stress pós-traumático (PSPT).

## Sinais e sintomas
Exemplos de sintomas da perturbação de stress pós-traumático pós-parto incluem sintomas intrusivos, como flashbacks e pesadelos, bem como sintomas de evitação (incluindo amnésia total ou parcial), problemas no desenvolvimento do instinto materno, não ter relações sexuais para prevenir outra gravidez e evitar problemas relacionados ao parto e à gravidez. Os sintomas de aumento do stress podem incluir suor, tremores, irritação e distúrbios do sono.

## Causas
O nascimento pode ser traumático de diferentes maneiras. Problemas médicos podem resultar em intervenções que podem ser assustadoras. A quase morte da mãe ou do bebé, sangramento intenso e operações de emergência são exemplos de situações que podem conduzir a traumas psicológicos. O nascimento prematuro, bem como, dificuldades emocionais em lidar com a dor do parto também podem provocar traumas psicológicos. A falta de apoio ou mecanismos de enfrentamento insuficientes para lidar com a dor são exemplos de situações que podem causar traumas. No entanto, mesmo o parto normal pode ser traumático e, portanto, a PSPT é diagnosticada com base nos sintomas da mãe e não na existência ou não de complicações. Além disso, no processo de parto, os profissionais médicos que estão lá para ajudar a mãe que deu à luz podem precisar examinar e realizar procedimentos nas regiões genitais.
O seguinte está correlacionado com a PSPT:
- Complicações médicas antes, durante ou após o parto:
  - Complicações na gravidez[8]
  - Cesariana de emergência
  - Entrega instrumental
  - Episiotomia
  - Dor forte durante o parto
  - Complicações pós-parto
  - Trabalho de parto prematuro[9][5]
  - Historial de infertilidade[10]
  - Cuidado inadequado durante o trabalho de parto
- Fatores sociais, psicológicos e outros:
  - Gravidez indesejada
  - Baixo status socioeconómico
  - Primípara (primeiro parto)
  - Problemas de paternidade (cuidados infantis)
  - Apoio social após o parto[11][12][13]
  - Fatores culturais
  - Historial de problemas de saúde mental
  - Outros stressores da vida

## Diagnóstico
A PSPT pós-parto não é um diagnóstico reconhecido pelo Manual Diagnóstico e Estatístico de Transtornos Mentais. Muitas mulheres que apresentam sintomas de PSPT após o parto são diagnosticadas erroneamente com depressão pós-parto ou distúrbios de adaptação. Esses diagnósticos podem levar a um tratamento inadequado.

## Epidemiologia
A prevalência da PSPT após o parto normal (excluindo natimorto ou complicações maiores) é estimada variar entre os 2,8% e os 5,6% nas primeiras seis semanas após o parto, com taxas caindo para os 1,5% nos primeiros seis meses após o parto. Os sintomas da PSPT são comuns após o parto, com prevalência de 24–30,1% nas primeiras seis semanas, caindo para 13,6% nos primeiros seis meses.